# 베리 FC
베리 FC(Bury F.C.)는 잉글랜드 그레이터맨체스터주 베리를 본거지로 하는 축구 클럽 팀이다.

## 선수 명단

### 현역
참고: FIFA 자격 규정에 따라 소속된 국가대표팀 국기를 표시합니다. 선수는 복수의 FIFA 비회원국 국적을 가지고 있을 수 있습니다.
| 번호 | 포지션 | 국적 | 이름 |
| ---- | ------ | ---- | ---- |

| 번호 | 포지션 | 국적     | 이름            |
| ---- | ------ | -------- | --------------- |
| -    | MF     |          | 루스탐 스테판스 |
| -    | MF     | 아일랜드 | 브라이언 리     |